# Portaelicotteri

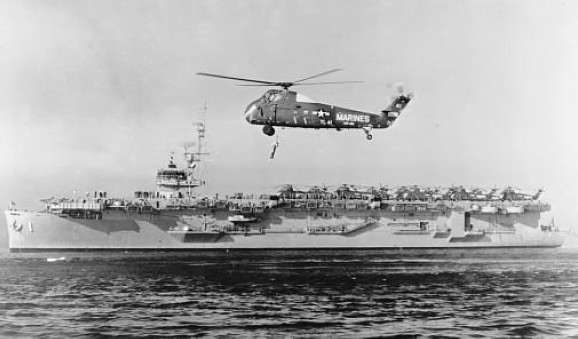
La Thetis Bay

Una portaelicotteri è un'unità militare navale capace di imbarcare un elevato numero di elicotteri.

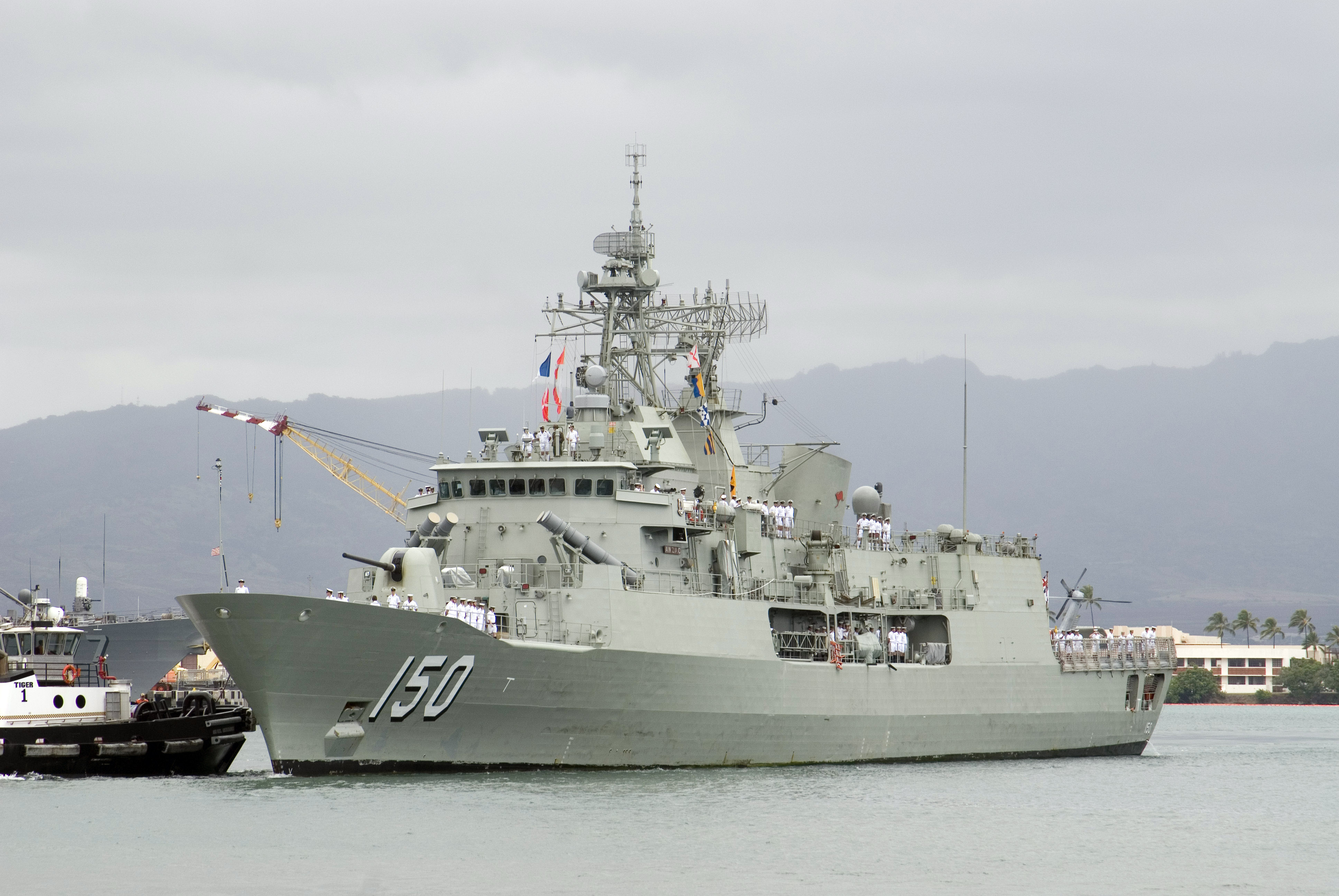
La Anzac

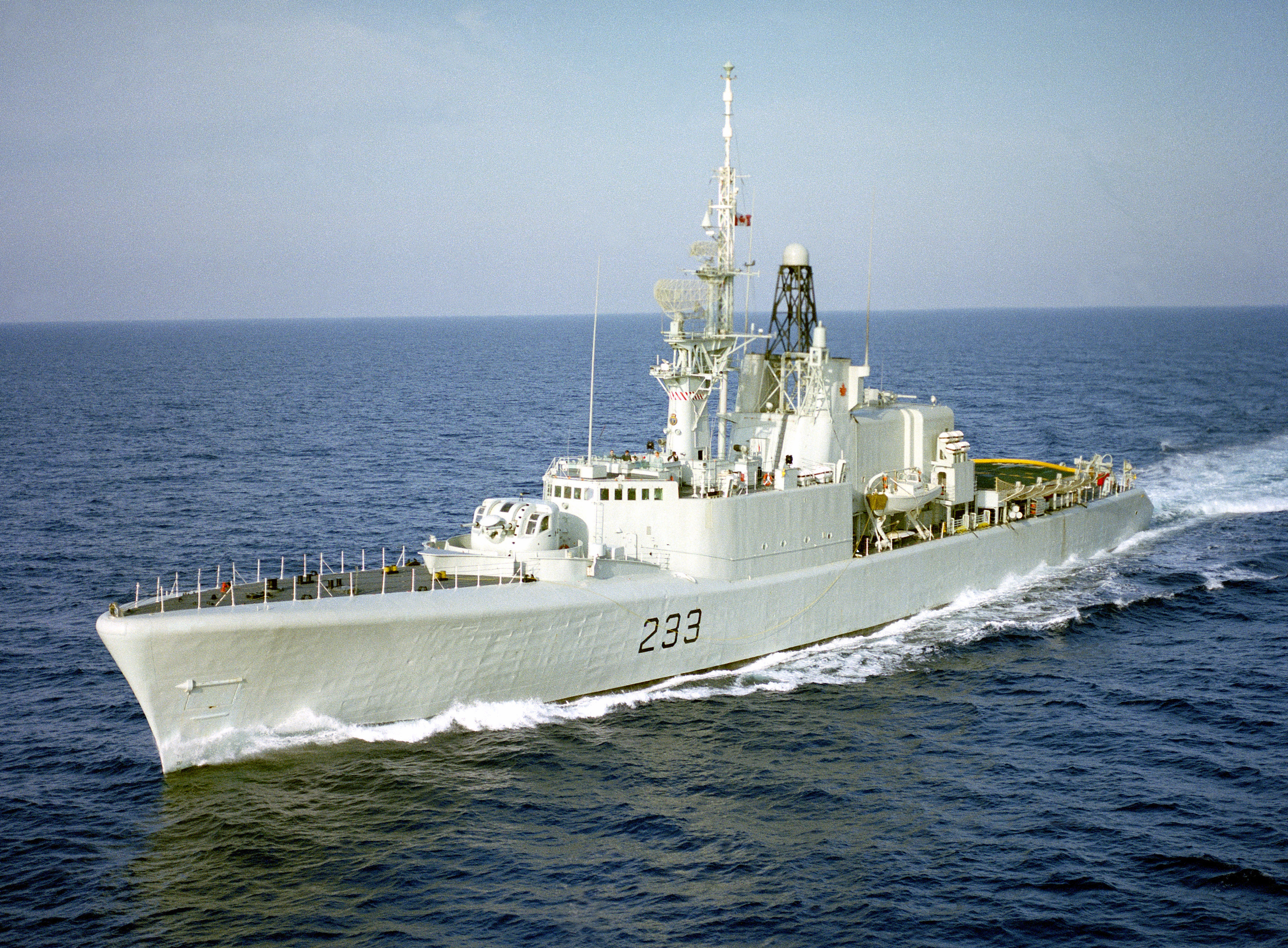
La Fraser

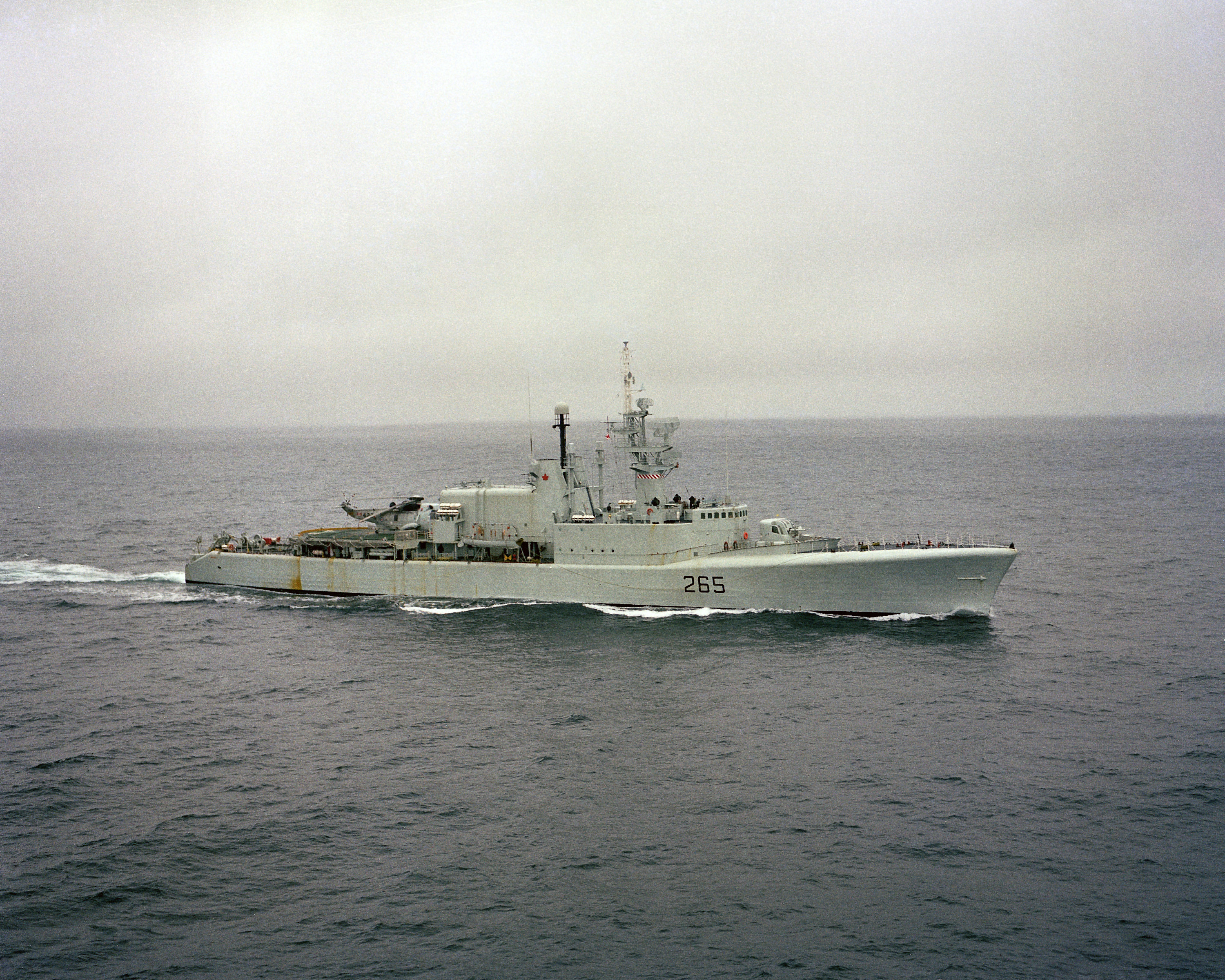
La Annapolis

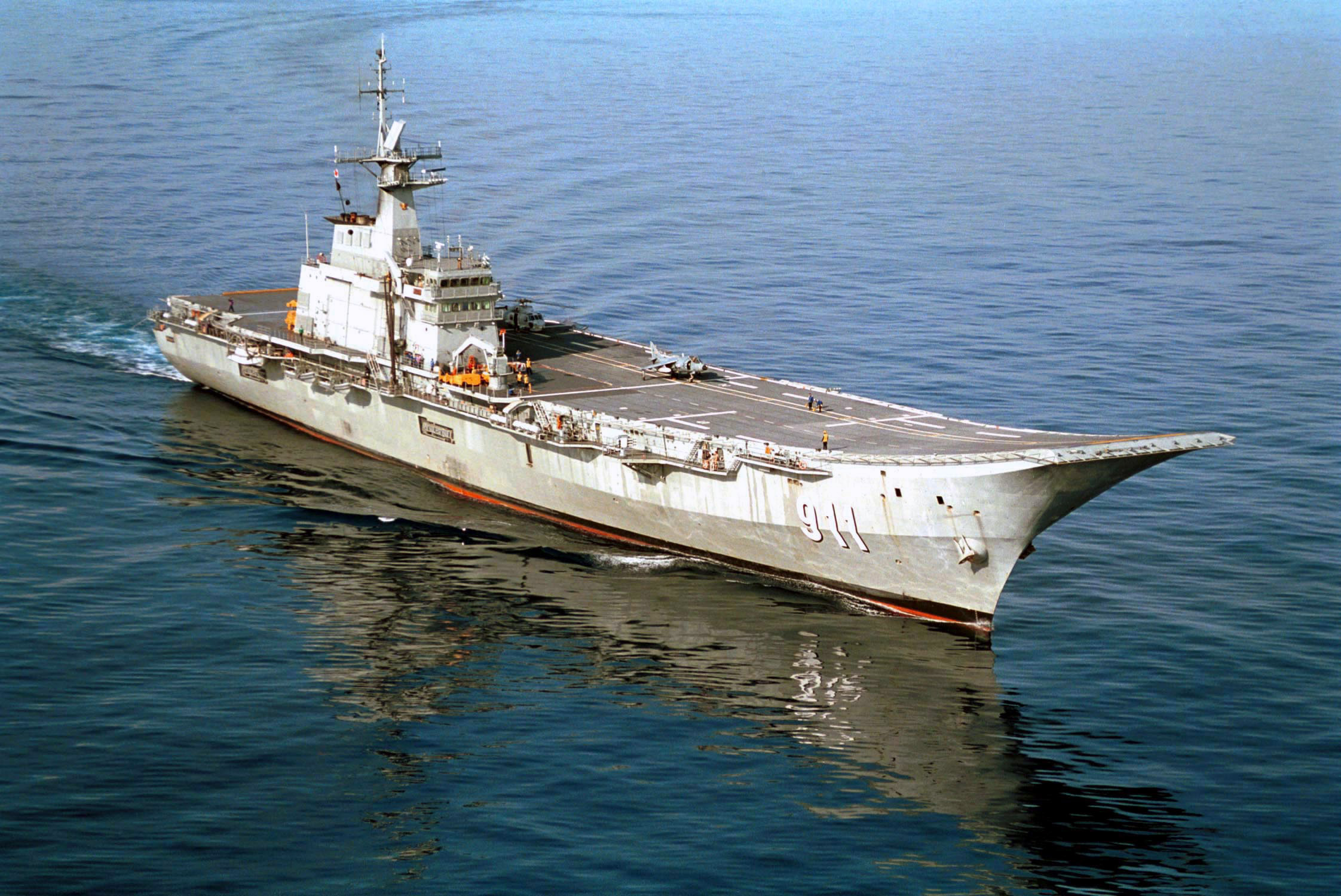
La HTMS Chakri Naruebet

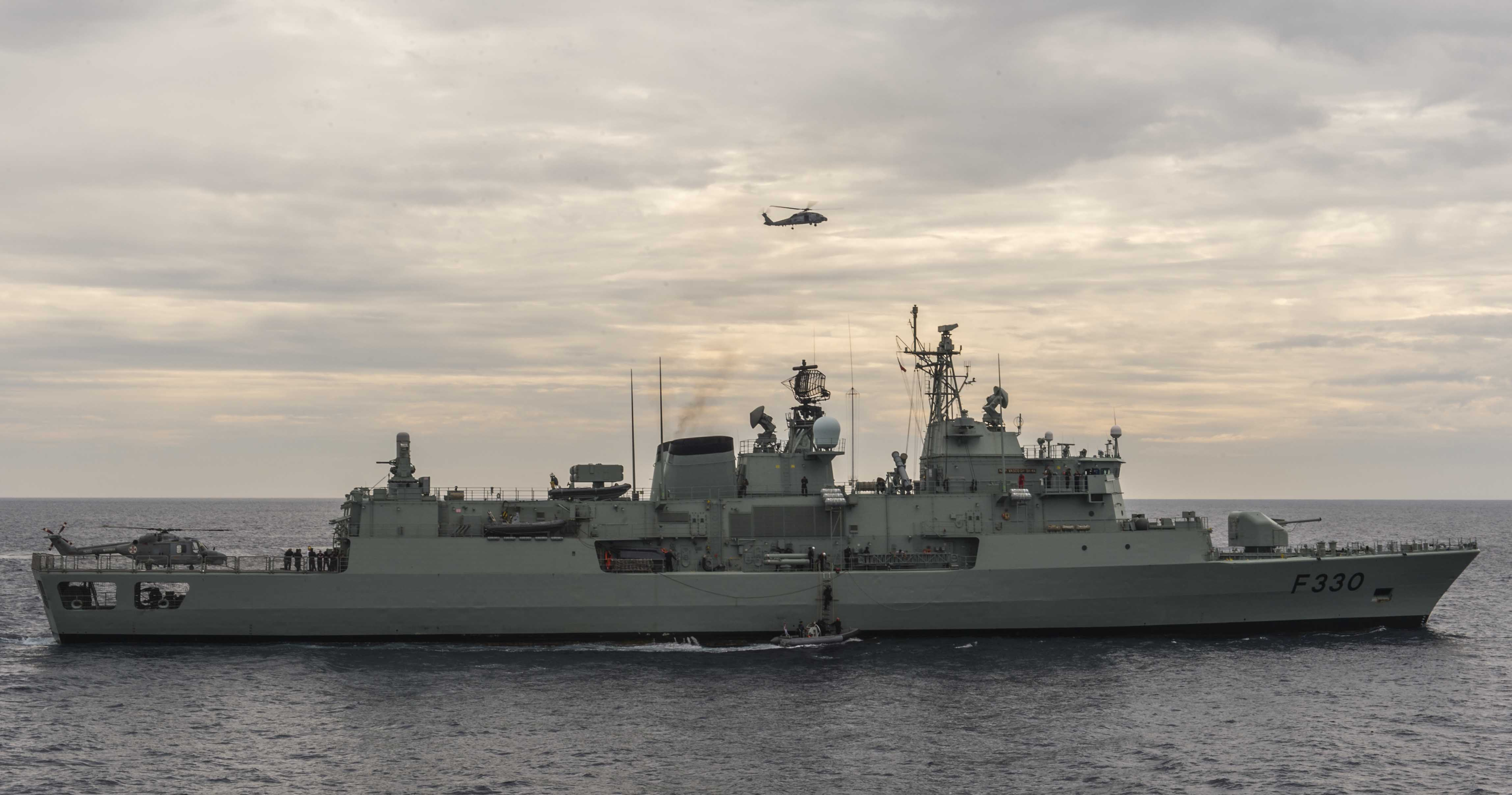
La Halifax

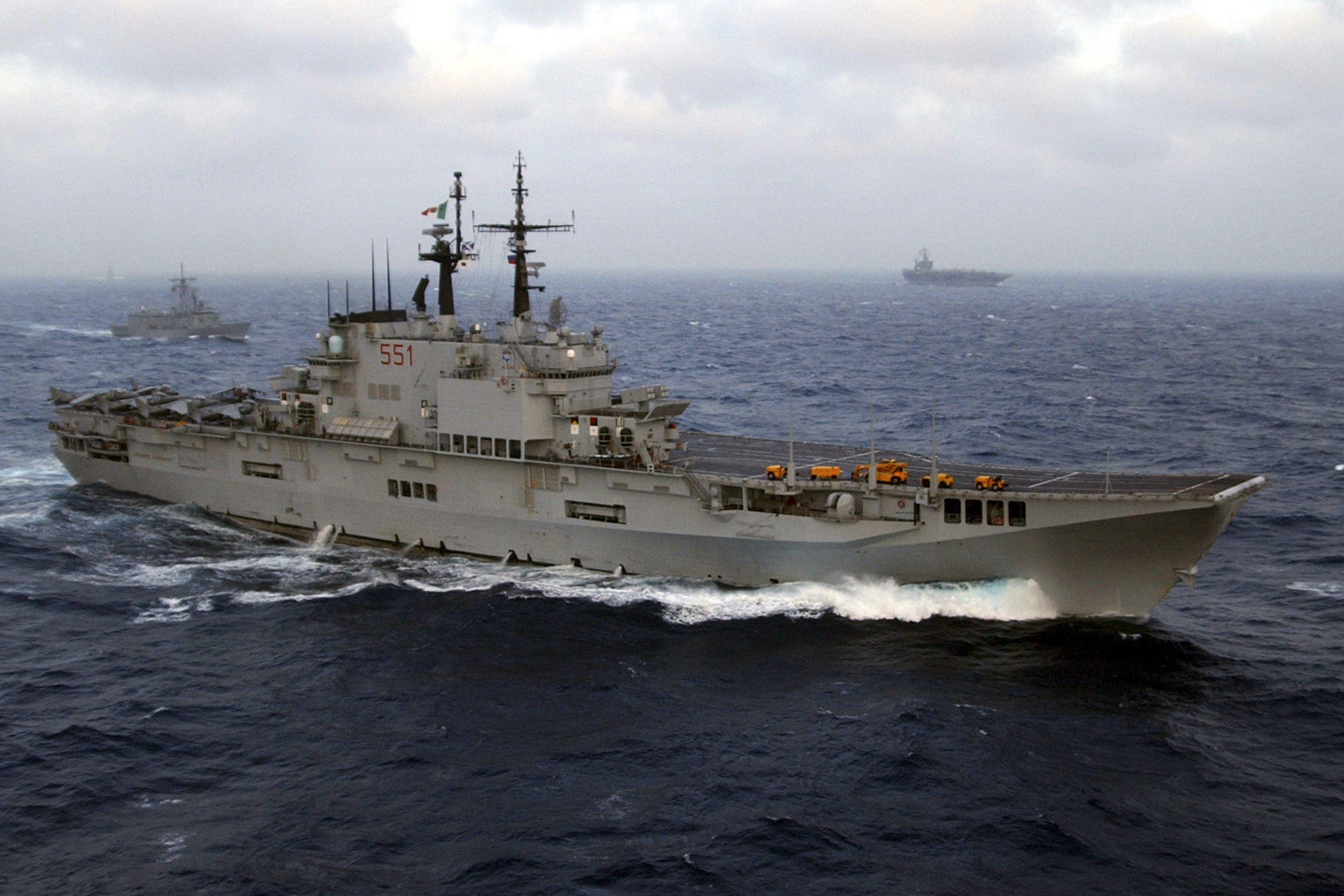
La Giuseppe Garibaldi

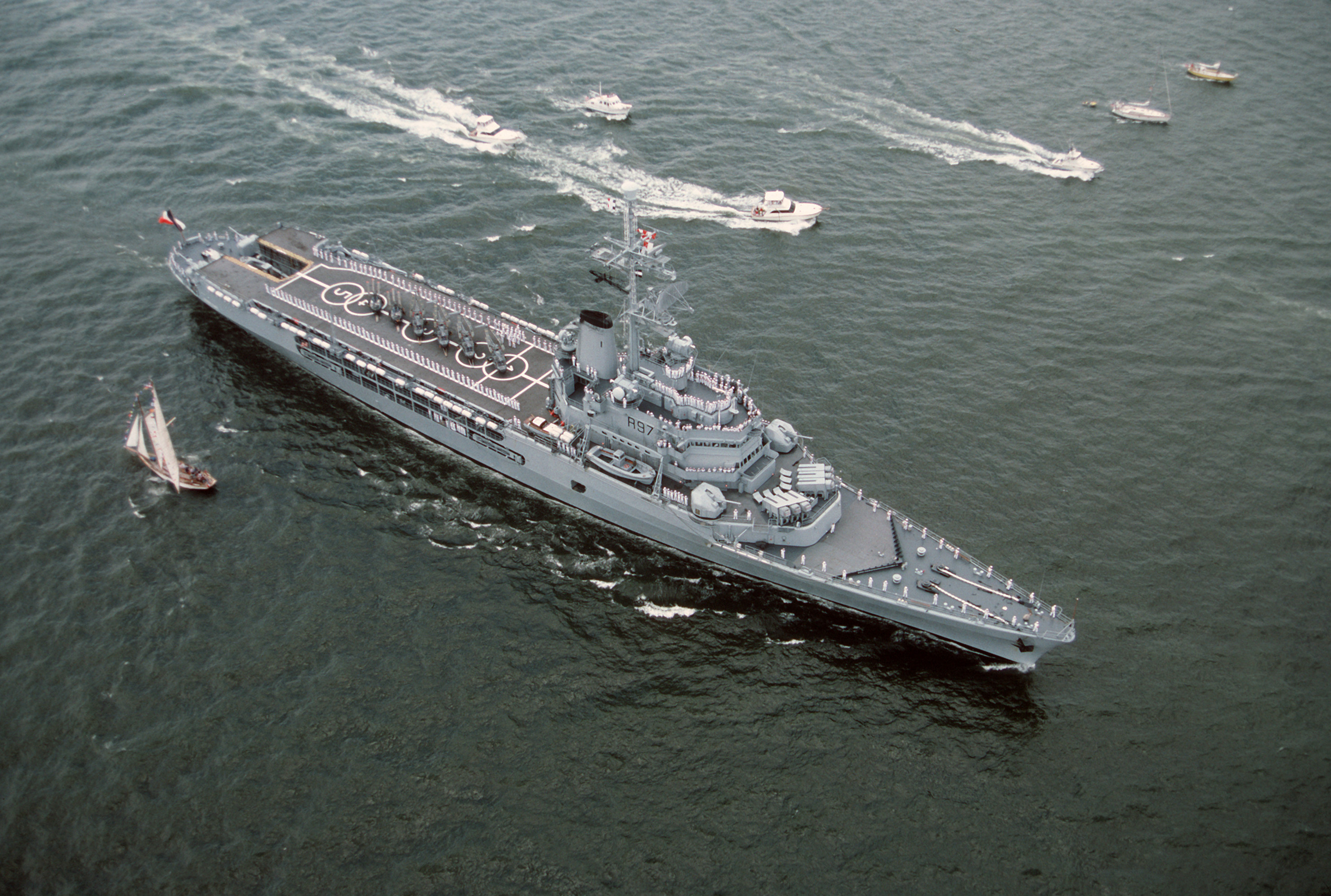
La

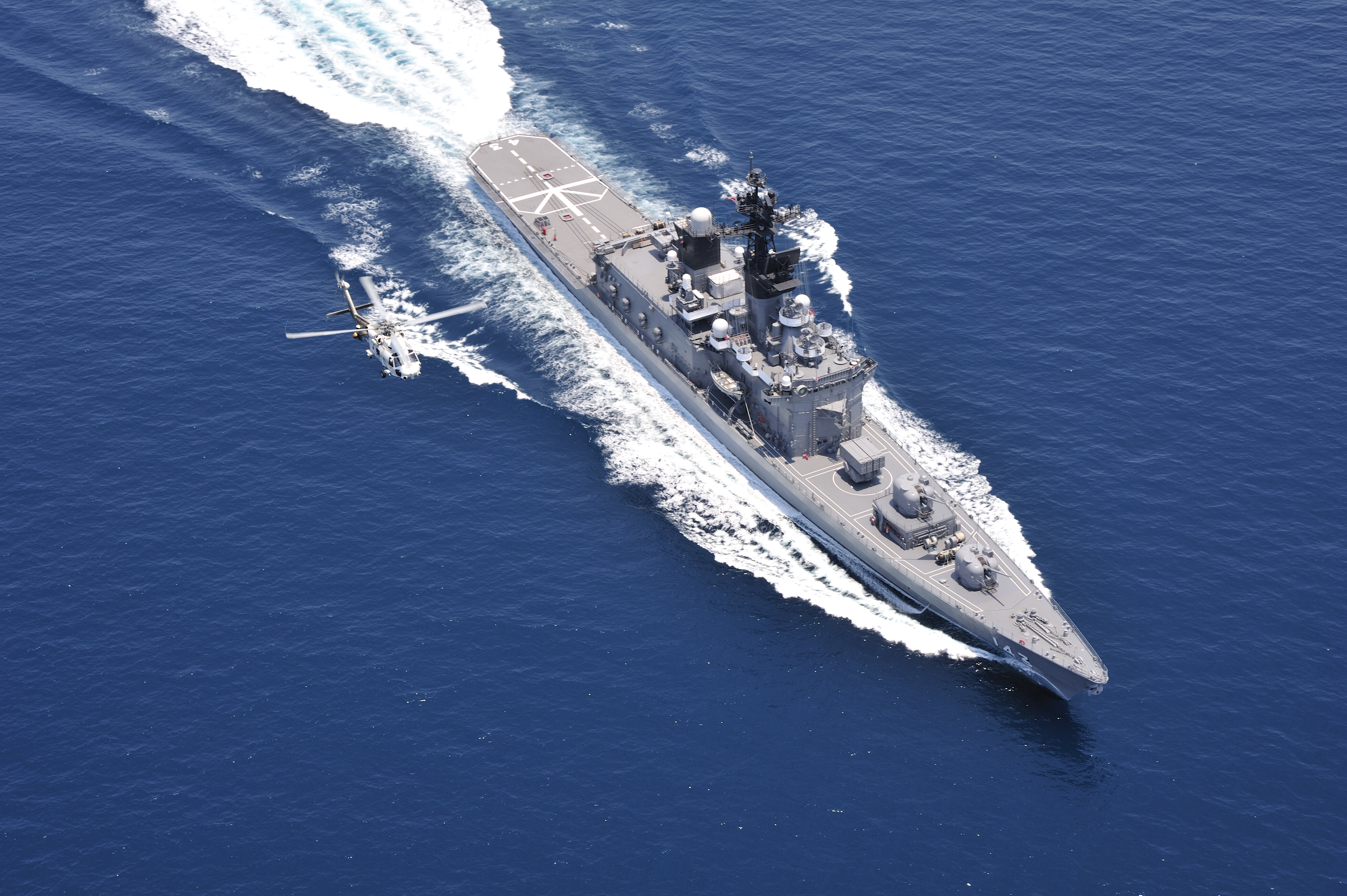
La Shirane

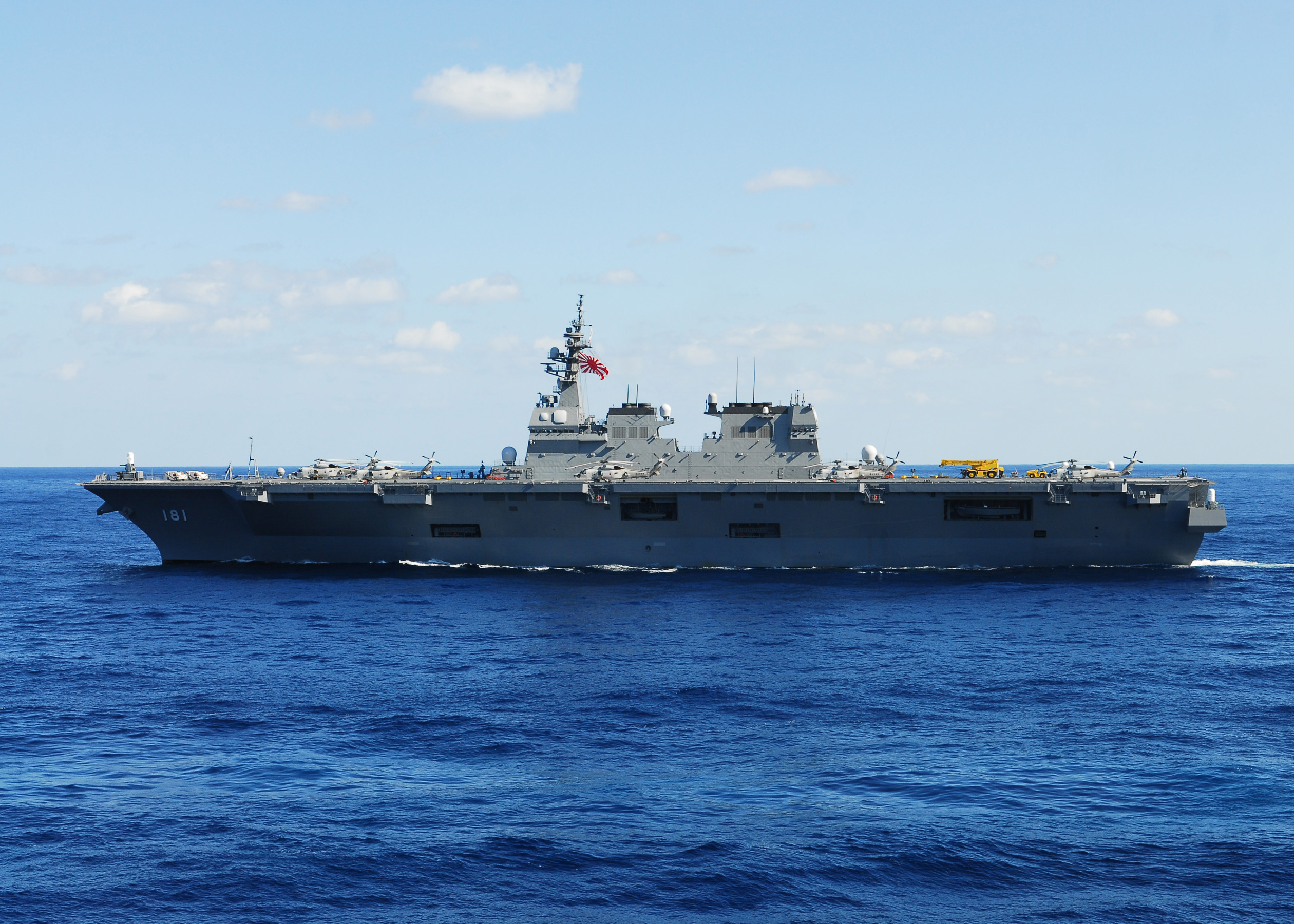
La Hyūga

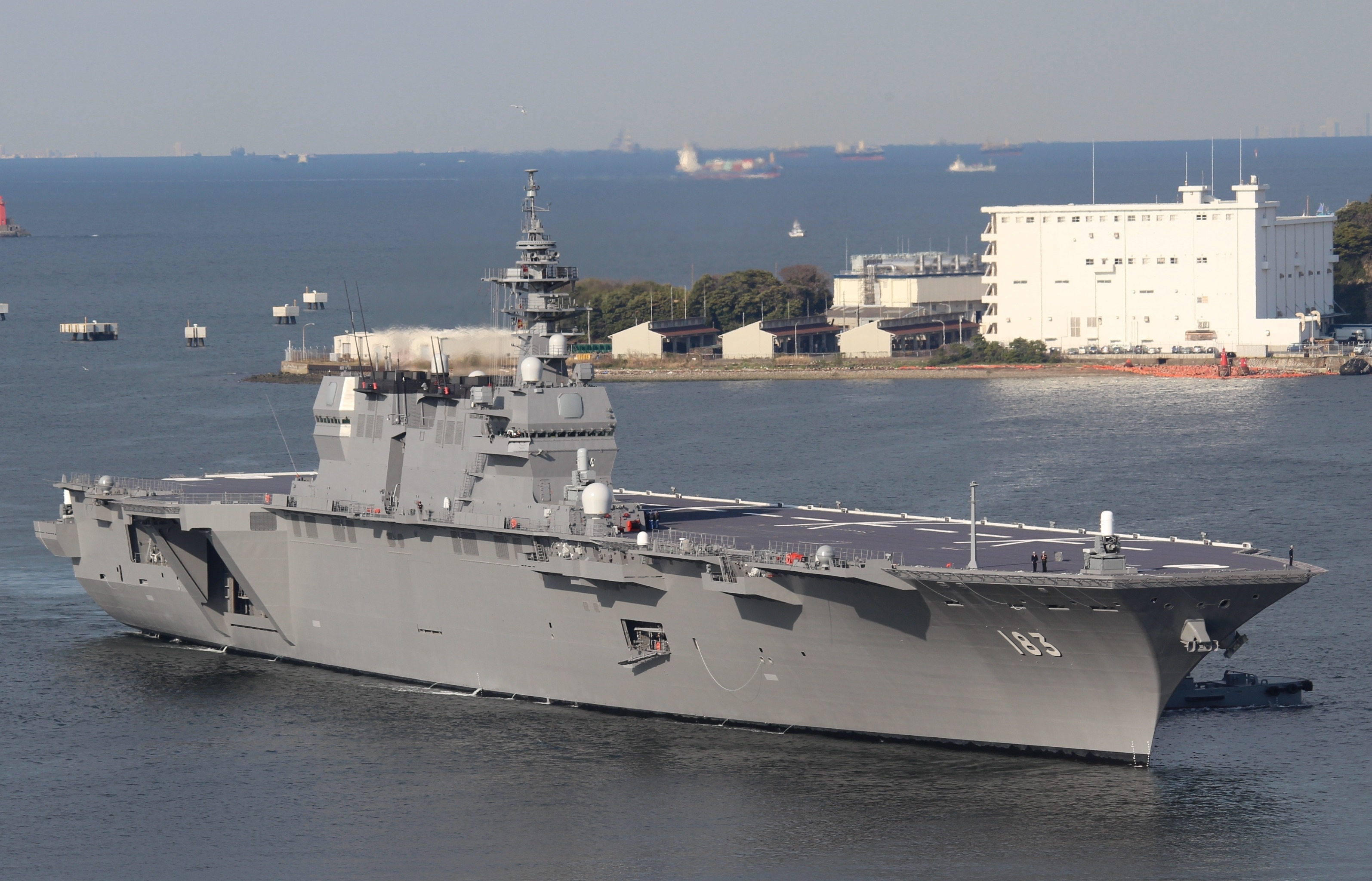
La Izumo

La

La

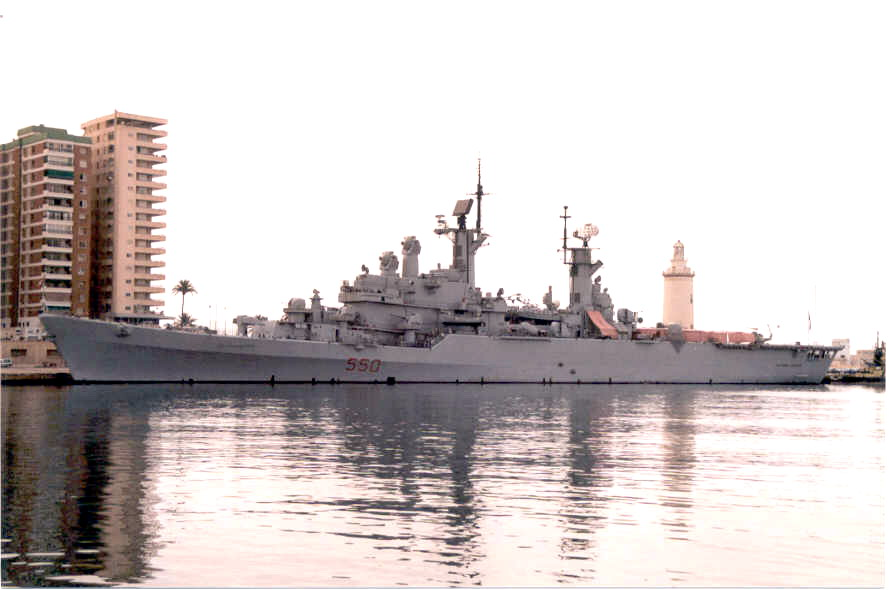
La

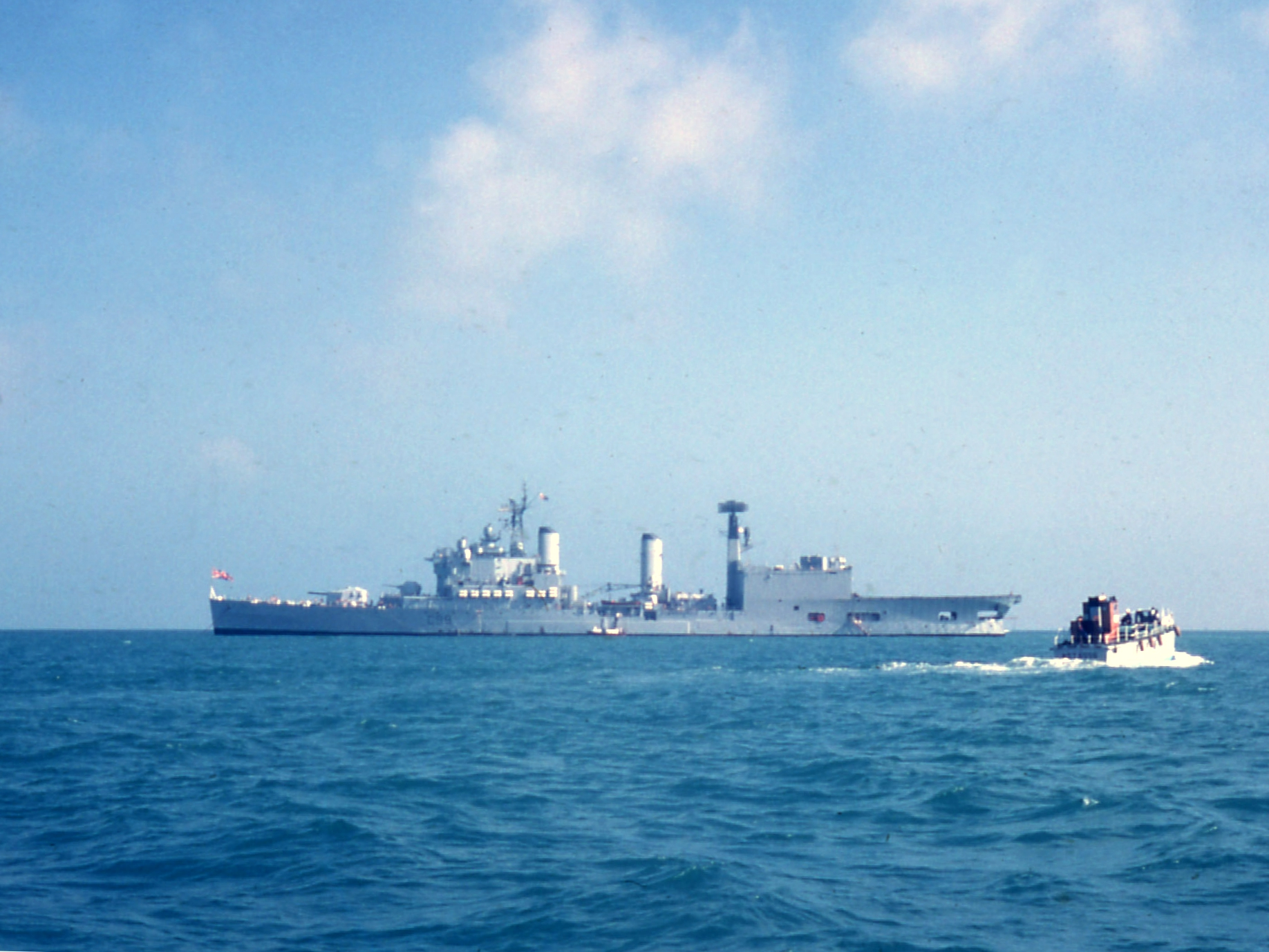
La Blake

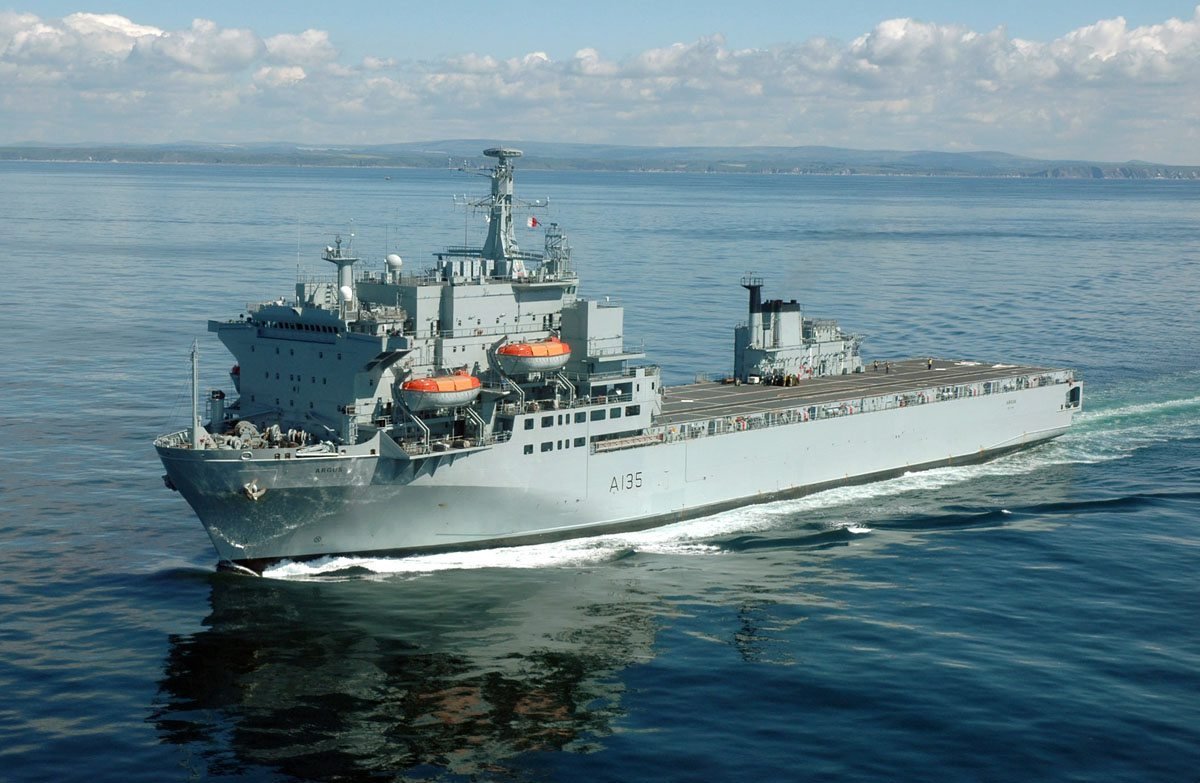
La

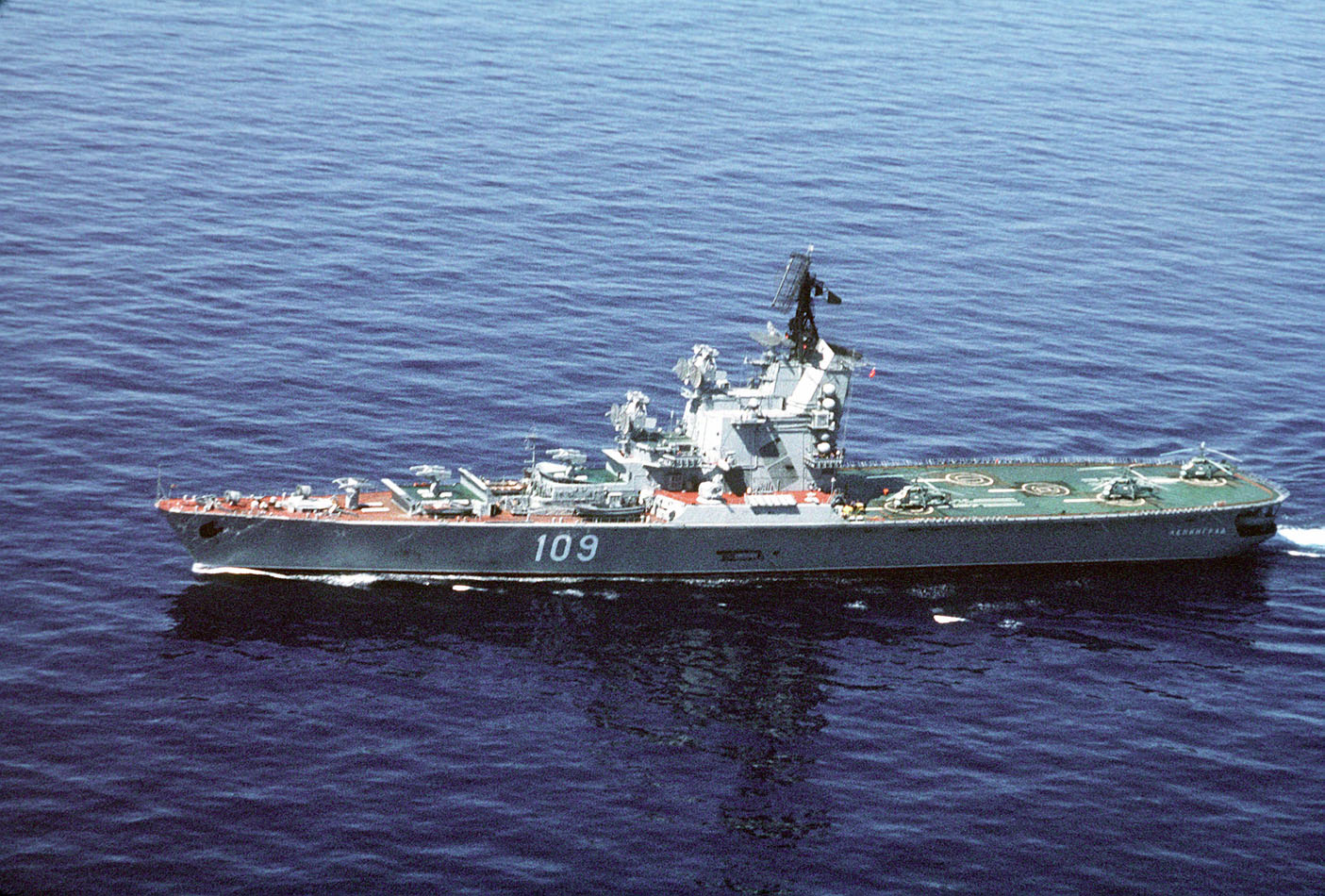
La Leningrad

Dopo le numerose classi di navi in grado di svolgere tale compito che sono state costruite a partire dagli anni sessanta, il termine è stato (quasi) abbandonato, così come la tipologia di nave originaria, in favore di mezzi come LHA, LHD e LPH.

Il termine "portaelicotteri" inizialmente si riferiva a quegli incrociatori – imbarcazioni non di tipo tuttoponte o con ponte di volo continuo (tipico delle portaerei e delle portaeromobili) e senza bacino allagabile (tipico delle navi da guerra anfibia) – capaci di imbarcare oltre quattro elicotteri medi; oggi col termine "portaelicotteri" ci si riferisce più generalmente a tutte quelle navi militari capaci di imbarcare diversi elicotteri, ivi comprese le navi d'assalto anfibio.
L'Hull classification symbol di questo tipo di nave non è univoco, a seconda della marina militare può essere: CH, CGH, CVHA e CVHE; CVH, DDH e DLH o FFH.

## Storia

### Incrociatori portaelicotteri
Nella Marina Militare Italiana le prime grosse unità portaelicotteri furono i due incrociatori della classe Andrea Doria e soprattutto il Vittorio Veneto sul quale potevano operare 4 elicotteri medi SH-3D o 6 elicotteri leggeri AB 212.

Venne anche classificata inizialmente portaelicotteri la portaerei leggera Giuseppe Garibaldi a lungo la ammiraglia della flotta della Marina Militare prima di dotarsi degli Harrier ed essere riclassificata come "portaeromobili" (portaerei leggera STOVL o portaerei antisommergibile) e di disporre di una componente aerea di 12-18 aeromobili (SH-3D/EH-101 o/e AV-8B Plus).

Nave Cavour, classificata, sin dalla consegna, quale portaerei (CVH), dispone di una componente aerea di 18-20 aeromobili (SH-3D/EH-101/NH90 o/e AV-8B Plus).
Altri celebri portaelicotteri sono stati gli incrociatori sovietici della classe Moskva; l'incrociatore peruviano Aguirre, unico nel suo genere in tutta l'America del Sud; mentre in Francia è stata attiva dal 1964 a 2010 l'incrociatore portaelicotteri Jeanne d'Arc, che operava anche come nave scuola nella Marine nationale.
Oggi, la maggior parte degli incrociatori, cacciatorpediniere e fregate imbarcano almeno 1 elicottero, in genere per la lotta antisommergibile, e difatti alcune marine militari classificano le navi in questione con la sigla "H" (di elicottero), come ad esempio la classe ANZAC australiana o la classe Halifax canadese; ma, all'opposto, anche le navi della classe Hyuga e Izumo giapponesi, che hanno un ponte di volo continuo come le portaerei e sono capaci di imbarcare velivoli VTOL / V/STOL / STOVL, sono contraddistinte con la sigla "H" (di elicottero); tuttavia, nell'accezione originaria, una portaelicotteri è una nave come la Vittorio Veneto o la Jeanne d'Arc.

## Unità
NB: sono riportate solo le navi classificate come portaelicotteri, cioè escluse le portaerei (leggere/di scorta/antisommergibile), le portaeromobili e le navi d'assalto anfibio (LHA, LHD, LPH e tutte quelle con L come pennant number), ma ricomprendendo le CVHA, le CVHE e le CVH.
| Marina                    | Classe              | Nome                            | Sigla | A  | C | D  |
| ------------------------- | ------------------- | ------------------------------- | ----- | -- | - | -- |
| Royal Australian Navy     | ANZAC               | HMAS Anzac (FFH 150)            | FFH   | si | - | -  |
| Royal Australian Navy     | ANZAC               | HMAS Arunta (FFH 151)           | FFH   | si | - | -  |
| Royal Australian Navy     | ANZAC               | HMAS Warramunga (FFH 152)       | FFH   | si | - | -  |
| Royal Australian Navy     | ANZAC               | HMAS Stuart (FFH 153)           | FFH   | si | - | -  |
| Royal Australian Navy     | ANZAC               | HMAS Parramatta (FFH 154)       | FFH   | si | - | -  |
| Royal Australian Navy     | ANZAC               | HMAS Ballarat (FFH 155)         | FFH   | si | - | -  |
| Royal Australian Navy     | ANZAC               | HMAS Toowoomba (FFH 156)        | FFH   | si | - | -  |
| Royal Australian Navy     | ANZAC               | HMAS Perth (FFH 157)            | FFH   | si | - | -  |
| Royal Canadian Navy       | St. Laurent         | HMCS St. Laurent (DDH 205)      | DDH   | -  | - | si |
| Royal Canadian Navy       | St. Laurent         | HMCS Saguenay (DDH 206)         | DDH   | -  | - | si |
| Royal Canadian Navy       | St. Laurent         | HMCS Skeena (DDH 207)           | DDH   | -  | - | si |
| Royal Canadian Navy       | St. Laurent         | HMCS Ottawa (DDH 229)           | DDH   | -  | - | si |
| Royal Canadian Navy       | St. Laurent         | HMCS Margaree (DDH 230)         | DDH   | -  | - | si |
| Royal Canadian Navy       | St. Laurent         | HMCS Fraser (DDH 233)           | DDH   | -  | - | si |
| Royal Canadian Navy       | St. Laurent         | HMCS Assiniboine (DDH 234)      | DDH   | -  | - | si |
| Royal Canadian Navy       | Annapolis           | HMCS Annapolis (DDH 265)        | DDH   | -  | - | si |
| Royal Canadian Navy       | Annapolis           | HMCS Nipigon (DDH 266)          | DDH   | -  | - | si |
| Royal Canadian Navy       | Iroquois            | HMCS Iroquois (DDG 280)         | DDH   | -  | - | si |
| Royal Canadian Navy       | Iroquois            | HMCS Huron (DDG 281)            | DDH   | -  | - | si |
| Royal Canadian Navy       | Iroquois            | HMCS Athabaskan (DDG 282)       | DDH   | -  | - | si |
| Royal Canadian Navy       | Iroquois            | HMCS Algonquin (DDG 283)        | DDH   | -  | - | si |
| Royal Canadian Navy       | Halifax             | HMCS Halifax (FFH 330)          | FFH   | si | - | -  |
| Royal Canadian Navy       | Halifax             | HMCS Vancouver (FFH 331)        | FFH   | si | - | -  |
| Royal Canadian Navy       | Halifax             | HMCS Ville de Québec (FFH 332)  | FFH   | si | - | -  |
| Royal Canadian Navy       | Halifax             | HMCS Toronto (FFH 333)          | FFH   | si | - | -  |
| Royal Canadian Navy       | Halifax             | HMCS Regina (FFH 334)           | FFH   | si | - | -  |
| Royal Canadian Navy       | Halifax             | HMCS Calgary (FFH 335)          | FFH   | si | - | -  |
| Royal Canadian Navy       | Halifax             | HMCS Montréal (FFH 336)         | FFH   | si | - | -  |
| Royal Canadian Navy       | Halifax             | HMCS Fredericton (FFH 337)      | FFH   | si | - | -  |
| Royal Canadian Navy       | Halifax             | HMCS Winnipeg (FFH 338)         | FFH   | si | - | -  |
| Royal Canadian Navy       | Halifax             | HMCS Charlottetown (FFH 339)    | FFH   | si | - | -  |
| Royal Canadian Navy       | Halifax             | HMCS St. John's (FFH 340)       | FFH   | si | - | -  |
| Royal Canadian Navy       | Halifax             | HMCS Ottawa (FFH 341)           | FFH   | si | - | -  |
| Armada de Chile           | County              | Capitán Prat (DLH-11)           | DLH   | -  | - | si |
| Armada de Chile           | County              | Almirante Cochrane (DLH-12)     | DLH   | -  | - | si |
| Armada de Chile           | County              | Almirante Latorre (DLH-14)      | DLH   | -  | - | si |
| Armada de Chile           | County              | Blanco Encalada (DLH-15)        | DLH   | -  | - | si |
| Marina dell'EPL           | Shichang            | Shichang (82)                   | -     | si | - | -  |
| Marine nationale          | -                   | Jeanne d'Arc (R 97)             | R     | -  | - | si |
| Marine nationale          | -                   | PH 75                           | -     | -  | - | -  |
| Kaijō Jieitai             | Haruna              | JDS Haruna (DDH-141)            | DDH   | -  | - | si |
| Kaijō Jieitai             | Haruna              | JDS Hiei (DDH-142)              | DDH   | -  | - | si |
| Kaijō Jieitai             | Shirane             | JDS Shirane (DDH-143)           | DDH   | -  | - | si |
| Kaijō Jieitai             | Shirane             | JDS Kurama (DDH-144)            | DDH   | -  | - | si |
| Kaijō Jieitai             | Hyuga               | JDS Hyuga (DDH-181)             | DDH   | si | - | -  |
| Kaijō Jieitai             | Hyuga               | JDS Ise (DDH-182)               | DDH   | si | - | -  |
| Kaijō Jieitai             | Izumo               | JDS Izumo (DDH-183)             | DDH   | si | - | -  |
| Kaijō Jieitai             | Izumo               | JDS Kaga (DDH-184)              | DDH   | si | - | -  |
| Marina Militare           | Andrea Doria        | Andrea Doria (553)              | (CGH) | -  | - | si |
| Marina Militare           | Andrea Doria        | Caio Duilio (554)               | (CGH) | -  | - | si |
| Marina Militare           | -                   | Vittorio Veneto (550)           | (CGH) | -  | - | si |
| Marina Militare           | -                   | Giuseppe Garibaldi (551)        | (CVH) | si | - | -  |
| Marina de Guerra del Perú | De Zeven Provinciën | BAP Aguirre (CH-84)             | CH    | -  | - | si |
| Royal Navy                | Tiger               | HMS Tiger (C20)                 | C     | -  | - | si |
| Royal Navy                | Tiger               | HMS Blake (C99)                 | C     | -  | - | si |
| Royal Fleet Auxiliary     | -                   | RFA Lofoten (K07)               | K     | -  | - | si |
| Royal Fleet Auxiliary     | -                   | RFA Engadine (K08)              | K     | -  | - | si |
| Royal Fleet Auxiliary     | -                   | RFA Reliant (A131)              | A     | -  | - | si |
| Royal Fleet Auxiliary     | -                   | RFA Argus (A135)                | A     | si | - | -  |
| Armada Española           | Independence        | Dedalo (R-01)                   | R     | -  | - | si |
| United States Coast Guard | -                   | USCGC Cobb (WPG-181)            | WPG   | -  | - | si |
| U.S. Navy                 | Casablanca          | USS Thetis Bay (CVHA-1)         | CVHA  | -  | - | si |
| U.S. Navy                 | Long Island         | USS Long Island (CVHE-1)        | CVHE  | -  | - | si |
| U.S. Navy                 | Bogue               | USS Bogue (CVHE-9)              | CVHE  | -  | - | si |
| U.S. Navy                 | Bogue               | USS Card (CVHE-11)              | CVHE  | -  | - | si |
| U.S. Navy                 | Bogue               | USS Copahee (CVHE-12)           | CVHE  | -  | - | si |
| U.S. Navy                 | Bogue               | USS Core (CVHE-13)              | CVHE  | -  | - | si |
| U.S. Navy                 | Bogue               | USS Nassau (CVHE-16)            | CVHE  | -  | - | si |
| U.S. Navy                 | Bogue               | USS Altamaha (CVHE-18)          | CVHE  | -  | - | si |
| U.S. Navy                 | Bogue               | USS Breton (CVHE-23)            | CVHE  | -  | - | si |
| U.S. Navy                 | Bogue               | USS Croatan (CVHE-25)           | CVHE  | -  | - | si |
| U.S. Navy                 | Bogue               | USS Prince William (CVHE-31)    | CVHE  | -  | - | si |
| U.S. Navy                 | Sangamon            | USS Suwannee (CVHE-27)          | CVHE  | -  | - | si |
| U.S. Navy                 | Sangamon            | USS Chenango (CVHE-28)          | CVHE  | -  | - | si |
| U.S. Navy                 | Sangamon            | USS Santee (CVHE-29)            | CVHE  | -  | - | si |
| U.S. Navy                 | Casablanca          | USS Anzio (CVHE-57)             | CVHE  | -  | - | si |
| U.S. Navy                 | Casablanca          | USS Kassan Bay (CVHE-69)        | CVHE  | -  | - | si |
| U.S. Navy                 | Casablanca          | USS Fanshaw Bay (CVHE-70)       | CVHE  | -  | - | si |
| U.S. Navy                 | Casablanca          | USS Hoggatt Bay (CVHE-75)       | CVHE  | -  | - | si |
| U.S. Navy                 | Casablanca          | USS Marcus Island (CVHE-77)     | CVHE  | -  | - | si |
| U.S. Navy                 | Casablanca          | USS Savo Island (CVHE-78)       | CVHE  | -  | - | si |
| U.S. Navy                 | Casablanca          | USS Saginaw Bay (CVHE-82)       | CVHE  | -  | - | si |
| U.S. Navy                 | Casablanca          | USS Shipley Bay (CVHE-85)       | CVHE  | -  | - | si |
| U.S. Navy                 | Casablanca          | USS Steamer Bay (CVHE-87)       | CVHE  | -  | - | si |
| U.S. Navy                 | Casablanca          | USS Matanikau (CVHE-101)        | CVHE  | -  | - | si |
| U.S. Navy                 | Commencement Bay    | USS Commencement Bay (CVHE-105) | CVHE  | -  | - | si |
| U.S. Navy                 | Commencement Bay    | USS Cape Gloucester (CVHE-109)  | CVHE  | -  | - | si |
| U.S. Navy                 | Commencement Bay    | USS Vella Gulf (CVHE-111)       | CVHE  | -  | - | si |
| U.S. Navy                 | Commencement Bay    | USS Siboney (CVHE-112)          | CVHE  | -  | - | si |
| U.S. Navy                 | Commencement Bay    | USS Rendova (CVHE-114)          | CVHE  | -  | - | si |
| U.S. Navy                 | Commencement Bay    | USS Saidor (CVHE-117)           | CVHE  | -  | - | si |
| U.S. Navy                 | Commencement Bay    | USS Point Cruz (CVHE-119)       | CVHE  | -  | - | si |
| U.S. Navy                 | Commencement Bay    | USS Rabaul (CVHE-121)           | CVHE  | -  | - | si |
| U.S. Navy                 | Commencement Bay    | USS Palau (CVHE-122)            | CVHE  | -  | - | si |
| U.S. Navy                 | Commencement Bay    | USS Tinian (CVHE-123)           | CVHE  | -  | - | si |
| Kongthap Ruea Thai        | -                   | HTMS Chakri Naruebet            | CVH   | si | - | -  |
| Voenno-morskoj flot       | Moskva              | Moskva                          | PKR   | -  | - | si |
| Voenno-morskoj flot       | Moskva              | Leningrad                       | PKR   | -  | - | si |